# لیپکی، اوبلاست تولا
شهر لیپکی، اوبلاست تولا (به روسی: Липки) در کشور روسیه و در اوبلاست تولا واقع شده‌است.